# Jakobstad
Ne pas confondre avec Jakobstadt (Jēkabpils) en Lettonie
Jakobstad (/ˈjɑː.kɔp.stɑːd/, en finnois : Pietarsaari /ˈpie.tɑr.sɑː.ri/) est une ville de l’ouest de la Finlande, sur la côte du Golfe de Botnie. Avec environ 20 000 habitants, c'est la 53e ville du pays, mais la plus importante à avoir une majorité suédophone, 56 %.

## Histoire
La région est colonisée par les Suédois dès le XIIIe siècle.
La ville fut ensuite fondée par la reine Christine de Suède en 1652, à la suite d'un important lobbying de l’influente courtisane Ebba Brahe, veuve du  maréchal Jacob De La Gardie qui donna son nom à la ville. Jakobstad signifie ainsi la ville de Jacob en suédois. Le nom finnois vient du fait que la ville fut fondée en tant que port de la paroisse de Pedersöre, déformé en Pietarsaari en finnois.
Le débuts de la nouvelle ville sont particulièrement modestes, notamment en raison de la très grande concurrence des nombreuses autres villes de la côte. En 1680, le gouverneur suédois ordonne aux habitants de déménager dans les villes de Nykarleby, Kokkola ou Oulu. Elle parvient néanmoins à se développer au cours du XVIIIe siècle autour d’un chantier naval et d’une usine royale de tabac. Elle franchit le seuil des 1 000 habitants peu après 1800, et des 2 000 habitants dans les années 1850. La ville voit naître Johan Ludvig Runeberg, poète national finlandais, en 1804.
La ville brûle en totalité en 1835. Elle est reconstruite en bois dans les années 1840 et n’a pas brûlé depuis. Son quartier ancien Skata est l’un des plus beaux ensembles de maisons en bois de Finlande après les incontournables Rauma et Porvoo.
Le véritable décollage de la ville n’a lieu qu'à la fin du XIXe siècle, avec l’essor de l’industrie et de l’activité portuaire. L’industrie la plus importante est celle de la pâte à papier (une énorme usine appartenant aujourd’hui à UPM est située juste à la sortie de la ville), mais on y trouve aussi une fabrique de tubes d’acier inoxydable et une usine agro-alimentaire. C’est en tout cas l’afflux d'ouvriers finnois qui modifie le rapport linguistique, la ville était initialement presque totalement suédophone.
Aujourd’hui, même touchée par le chômage, la population est stable, les ouvriers licenciés par les usines étant remplacés par des habitants des communes rurales voisines désireux de s’installer en ville. Par exemple, en 2005, 859 habitants ont quitté la ville et 854 sont venus s’y installer.

## Géographie
La ville borde la côte basse du Golfe de Botnie, avec notamment la plage de Fäboda (ou plutôt la série de plages). Elle est entourée au sud-ouest par Nykarleby, au sud-est par Pedersöre et au nord par Larsmo via un pont. Elle reliée à Kokkola par la route des 7 ponts (36 km) ainsi que par la nationale 8 (même distance).
La superficie totale de la ville est de 396,35 km2, dont 88,45 km2 de terres.
Vaasa est à 97 km, Oulu à 234 km, Tampere à 300 km, Turku à 413 km et enfin Helsinki à 467 km.

## Démographie
Depuis 1980, l'évolution démographique de Pietarsaari est la suivante:
| Année      | 1980   | 1985   | 1990   | 1995   | 2000   | 2005   |
| ---------- | ------ | ------ | ------ | ------ | ------ | ------ |
| population | 20 700 | 20 458 | 19 883 | 19 939 | 19 636 | 19 521 |

| Année      | 2010   | 2018   | 2020   |
| ---------- | ------ | ------ | ------ |
| population | 19 656 | 19 278 | 19 212 |

## Politique et administration

### Conseil municipal
Les sièges des 43 conseillers municipaux sont répartis comme suit:
| Parti     | Parti                                 | Sièges 2021–2025 |
| --------- | ------------------------------------- | ---------------- |
|           | Parti social-démocrate de Finlande    | 8                |
|           | Vrais Finlandais                      | 2                |
|           | Parti de la Coalition nationale       | 1                |
|           | Parti du centre                       | 1                |
|           | Ligue verte                           | 2                |
|           | Alliance de gauche                    | 3                |
|           | Suomen ruotsalainen kansanpuolue      | 20               |
|           | Chrétiens-démocrates                  | 4                |
|           | PRO Pietarsaari-Jakobstad yhteislista | 2                |
| Sources : |                                       |                  |

### Subdivisions administratives
Les quartiers de Pietarsaari sont :
- 1. Keskusta
- 2. Keskusta
- 3. Keskusta
- 4. Pohjoisnummi
- 5. Pohjoisnummi
- 6. Lontoo
- 7. Kittholma
- 8. Luutavuori
- 9. Läntelä
- 10. Alholma
- 11. Ristikari
- 12. Kaarilahti
- 13. Itälä
- 14. Itänummi
- 15. Permo
- 16. Peders
- 17. Kivilös
- 18. Kirkkoranta
- 19. Länsinummi
- 20. Majaniemi
- 21. Skutnäs
- 22. Vestersundinkylä
- 23. Karhusaari
- 24. Uusitie
- 25. Grannabba
- 26. Varvet-Hällan
- 27. Lysarholma
- 28. Lammassaari
- 29. Ruusasholma
- 30. Oinaansaari
- 31. Lapinneva
- 32. Kaskiniemi
- 33. Siikaluoto
- 34. Vallan
- 35. Otsolahti
- 36. Kuusisaari
- 37. Fiskars
- 38. Tapaninniemi
- 39. Kilisaari
- 41. Pirilö
- 42. Kisor
- 43. Uusipelto

## Économie
UPM emploie 1 200 personnes dans son usine de papier - cellulose. La ville compte un peu plus de 4 200 emplois industriels, en baisse de 100 unités depuis l’an 2000. L’industrie représente 40 % des emplois. La ville emploie 1 190 personnes et l’hôpital 964.
Le taux de chômage reste raisonnable, contenu à 8,9 % (décembre 2005).
Chaque jour 3 500 personnes venues des communes voisines viennent travailler en ville.

### Principales entreprises
En 2021, les principales entreprises de Pietarsaari par chiffre d'affaires sont :
| Société                          | C.A.   |
| -------------------------------- | ------ |
| Snellman (fi)                    | 218 M€ |
| Billerud Korsnäs (sv) Finland Oy | 146 M€ |
| OSTP Finland Oy Ab               | 121 M€ |
| Nautor (fi) Oy Ab Pietarsaari    | 68 M€  |
| Alholmens Kraft Oy Ab            | 52 M€  |
| Herrfors Oy Ab                   | 45 M€  |
| Purmo Group Finland Oy Ab        | 44 M€  |
| Perhonjoki Oy Ab                 | 37 M€  |
| Herrfors Nät-Verkko Oy Ab        | 36 M€  |
| Baltic Yachts (fi)               | 28 M€  |

### Employeurs
En 2021, les plus importants employeurs privés de Pietarsaari sont:
| Employeur                   | Employés |
| --------------------------- | -------- |
| Snellmanin Lihanjalostus Oy | 1172     |
| Nautor Oy Ab Pietarsaari    | 310      |
| Alerte Oy Ab                | 251      |
| OSTP Finland Oy Ab          | 231      |
| Baltic Yachts Oy Ab Ltd     | 214      |
| Friends & Brgrs Pietarsaari | 154      |
| Beamex Oy Ab                | 139      |
| BillerudKorsnäs Finland Oy  | 126      |
| NCE Oy                      | 97       |
| Norlic Oy Ab                | 94       |

## Transports

### Transports routiers
Longue d'environ 11 kilomètres, la route principale 68 relie le port de Pietarsaari à la route nationale 8.
La route régionale 741 va de Lappajärvi à Pietarsaari en traversant les communes suivantes : Lappajärvi - Kauhava - Pedersöre - Pietarsaari.
La route régionale 749 va d'Uusikaarlepyy à Pietarsaari et plus loin à travers l'archipel de Luoto jusqu'à Kokkola.

### Transports ferroviaires
À environ 10 kilomètres au sud-est de Pietarsaari, dans la municipalité de Pedersöre, se trouve la gare de Pietarsaari-Pedersöre.
Il y a une liaison en bus de la gare routière de Pietarsaari à la gare de Pietarsaari-Pedersöre.
La ligne de Pietarsaari (fi) qui part de la gare est un tronçon de la voie ferrée Seinäjoki–Oulu du réseau ferroviaire finlandais.
La section n'a qu'un trafic de fret.
L'électrification du tronçon de ligne a été achevée en 2017.

### Transports aériens
L'aéroport de Jakobstad se trouve à Kronoby.

## Lieux et monuments
- Mairie de Jakobstad
- Presbytère de Rosenlund (fi)
- Église de Pedersöre (fi)
- Hôpital de Malmi (fi)
- Tribunal de Pedersöre (fi)
- Maison Lindskog (fi)
- Sanatorium d'Östanlid (fi)
- Stade central de Pietarsaari (fi)

## Sports
Le premier club de football de la ville, le FF Jaro, joue en Première division (Veikkausliiga).

## Personnalités
- Fredrika Runeberg (1807-1879), écrivaine
- Roman Eremenko, footballeur
- Johan Ludvig Runeberg, poète
- Tomas Sandström, hockeyeur
- Bertel Storskrubb (1917-1996), athlète finlandais
- Johan Asplund (1937-2018), sociologue suédois
- Ingemo Engström (* 1941), réalisateur allemand
- Tomas Sandström (* 1964), hockeyeur
- Fredrik Norrena (* 1973), hockeyeur
- Robert Nyholm (* 1988), hockeyeur

## Jumelages
| Ville | Ville      | Pays | Pays       |
| ----- | ---------- | ---- | ---------- |
|       | Asker (en) |      | Norvège    |
|       | Bünde      |      | Allemagne  |
|       | Eslöv      |      | Suède      |
|       | Garðabær   |      | Islande    |
|       | Jamestown  |      | États-Unis |
|       | Jurmala    |      | Lettonie   |
|       | Rudersdal  |      | Danemark   |
|       | Söderhamn  |      | Suède      |

## Galerie

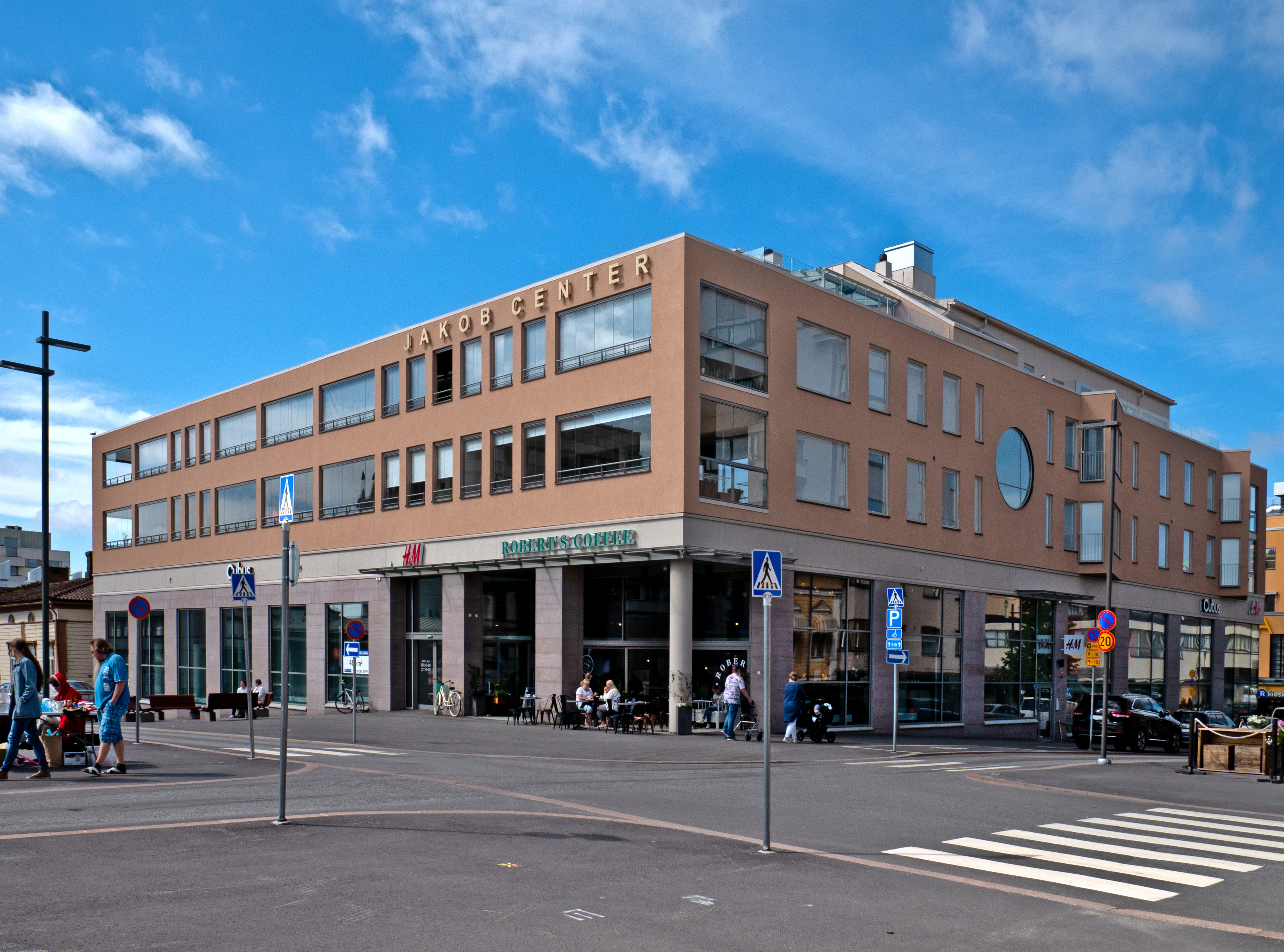
Centre commercial Jakob Center.
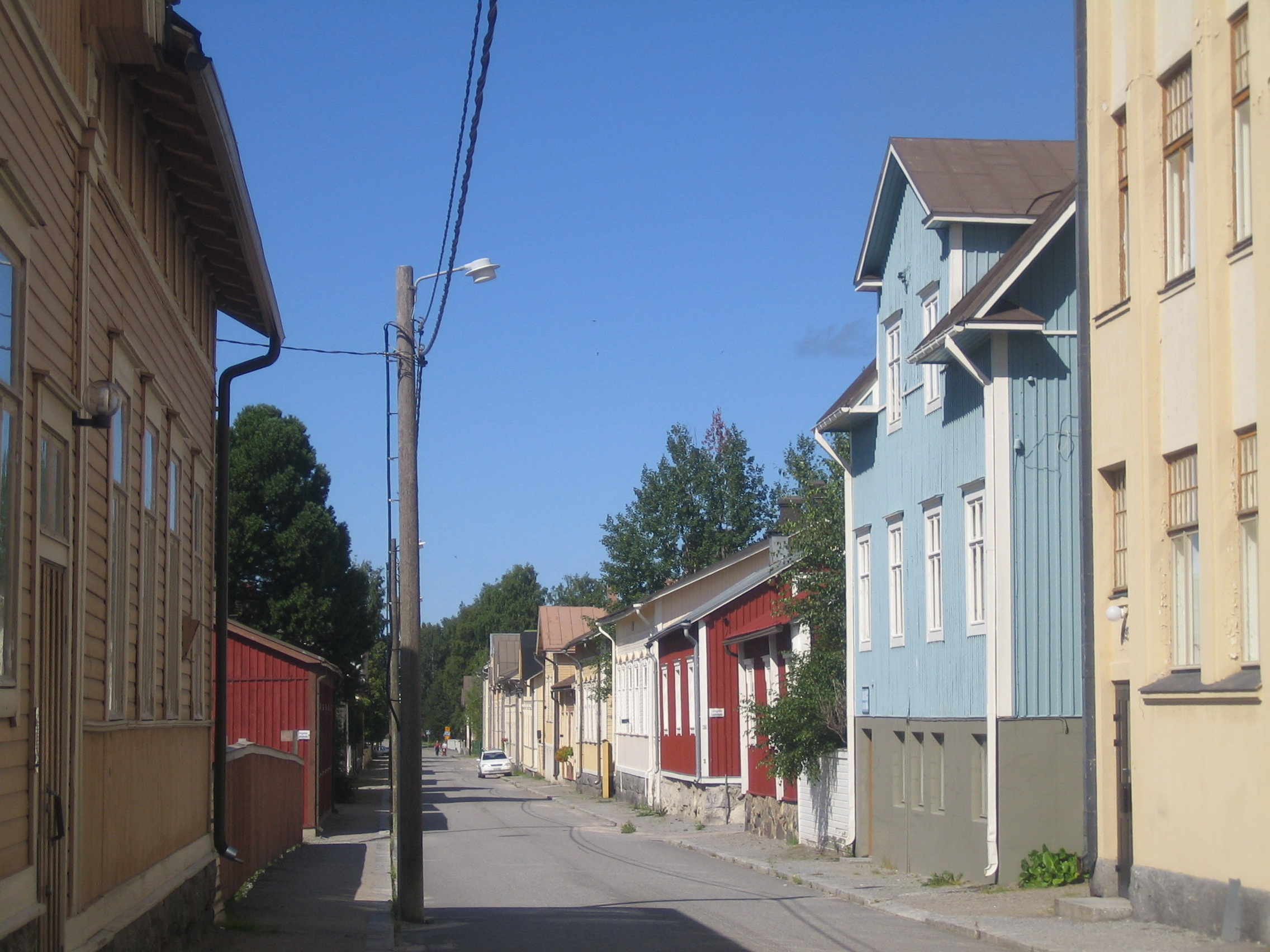
Vieilles maisons du quartier de Skata.
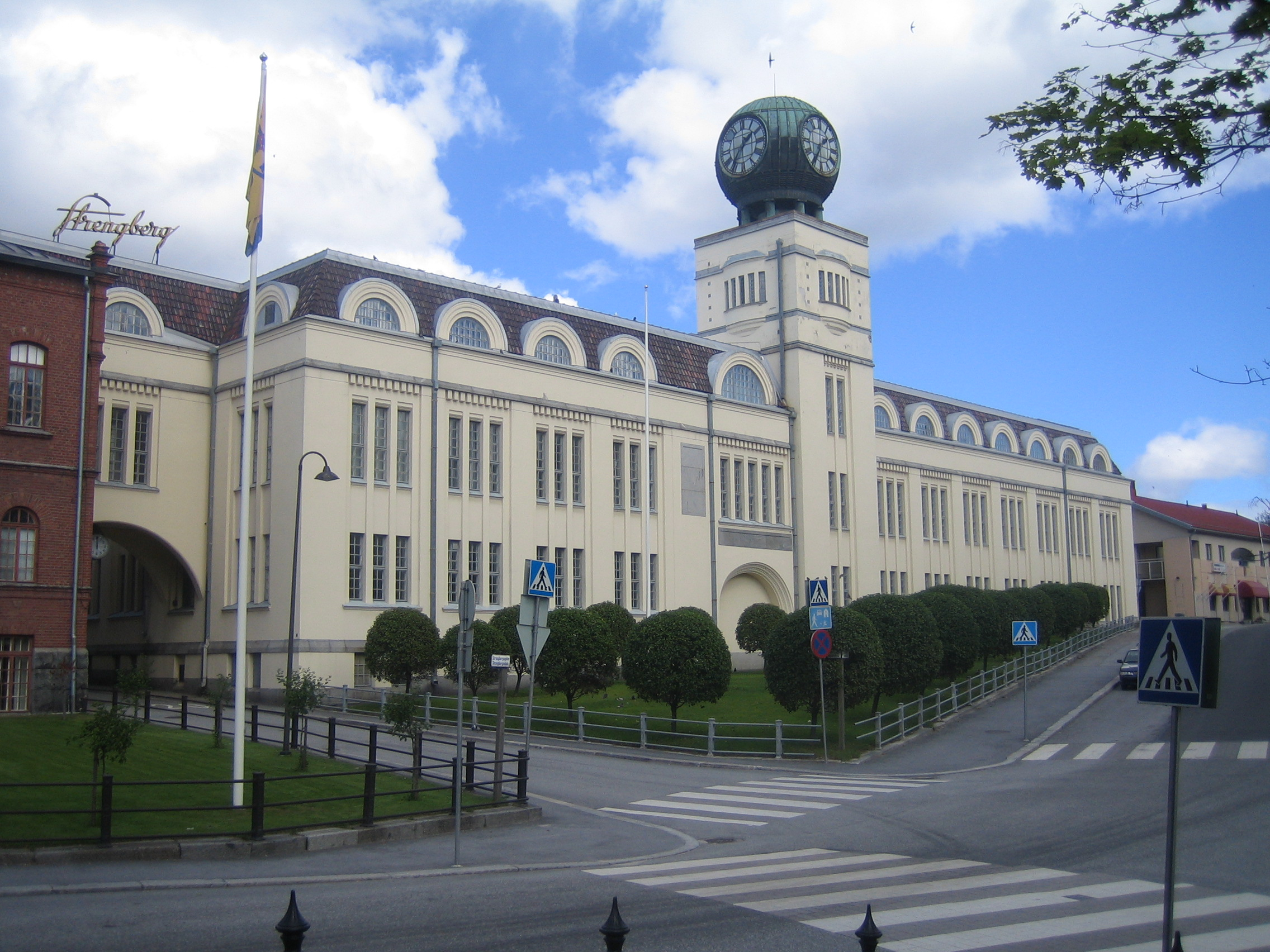
L'ancienne usine de tabac Strengberg.
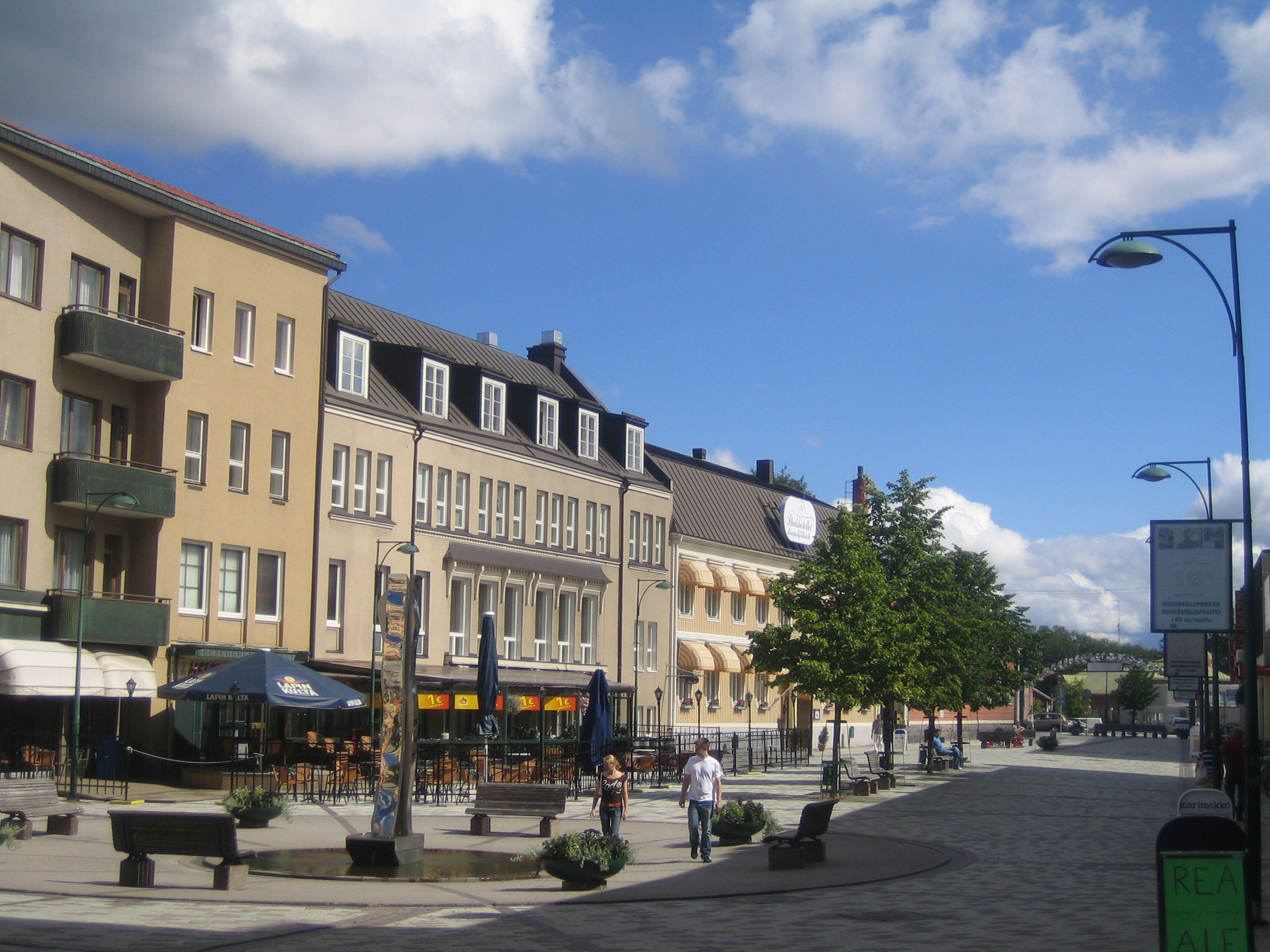
Le centre piétonnier.
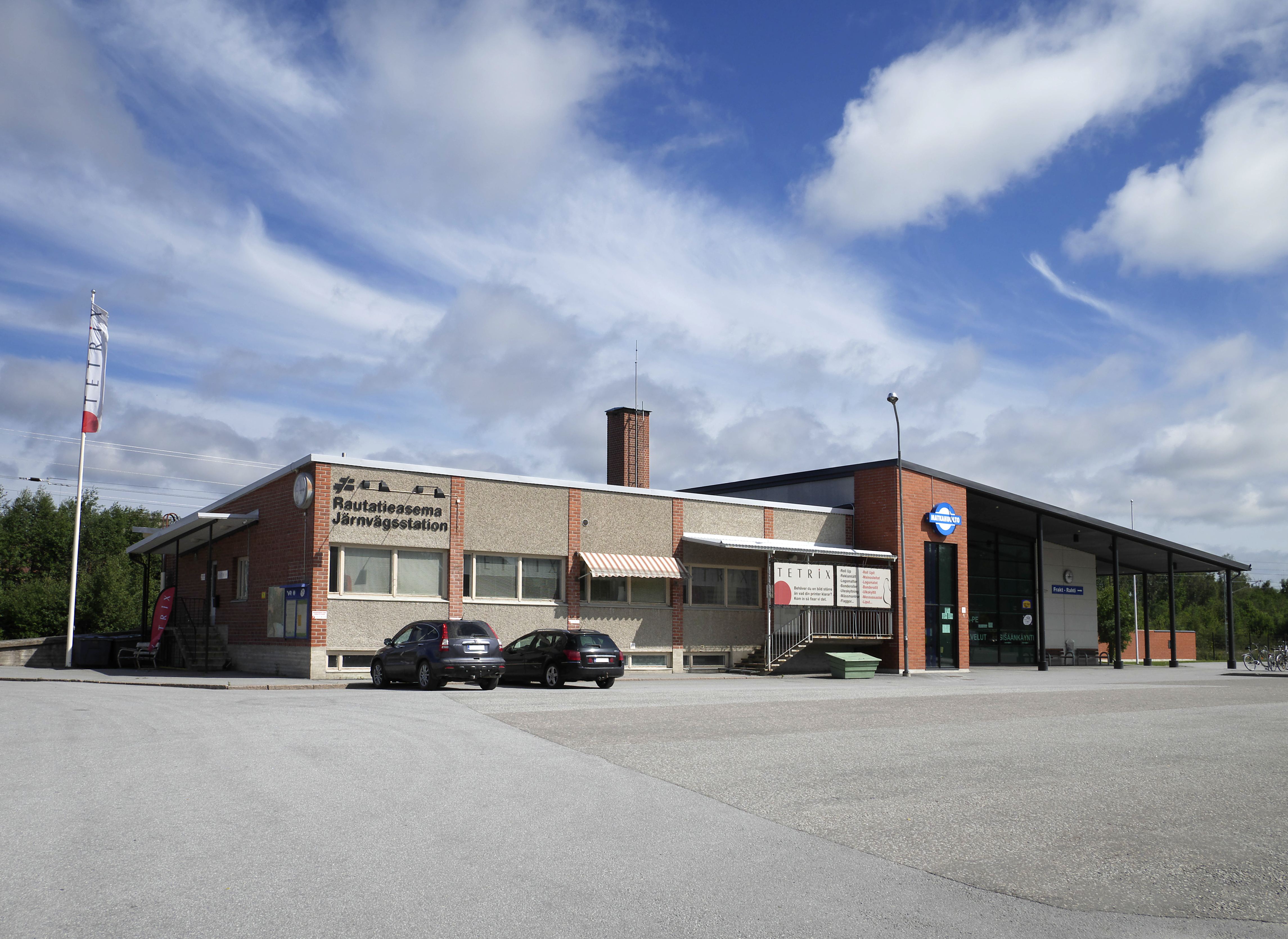
La gare.
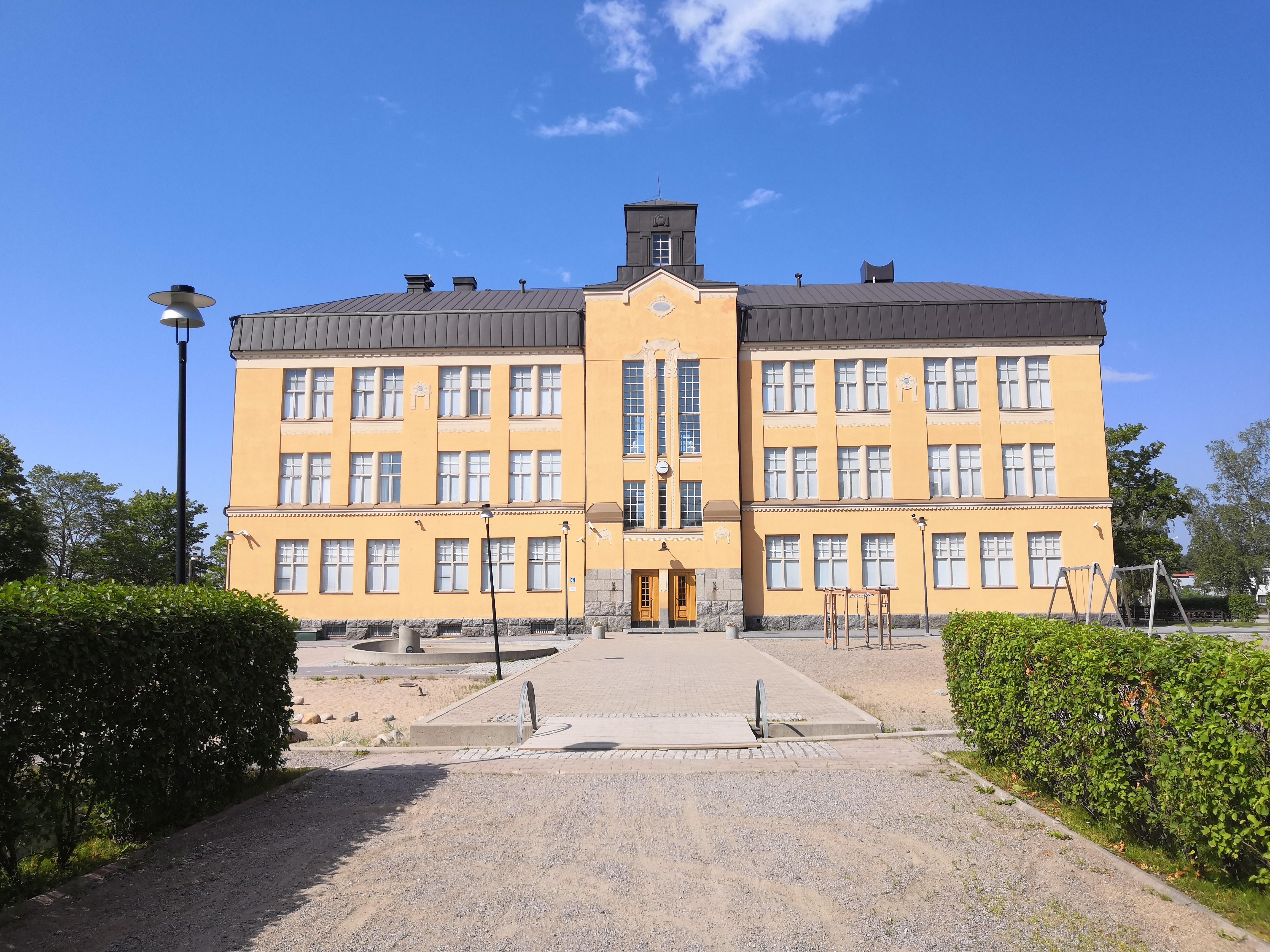
L'ecole de Lagman.
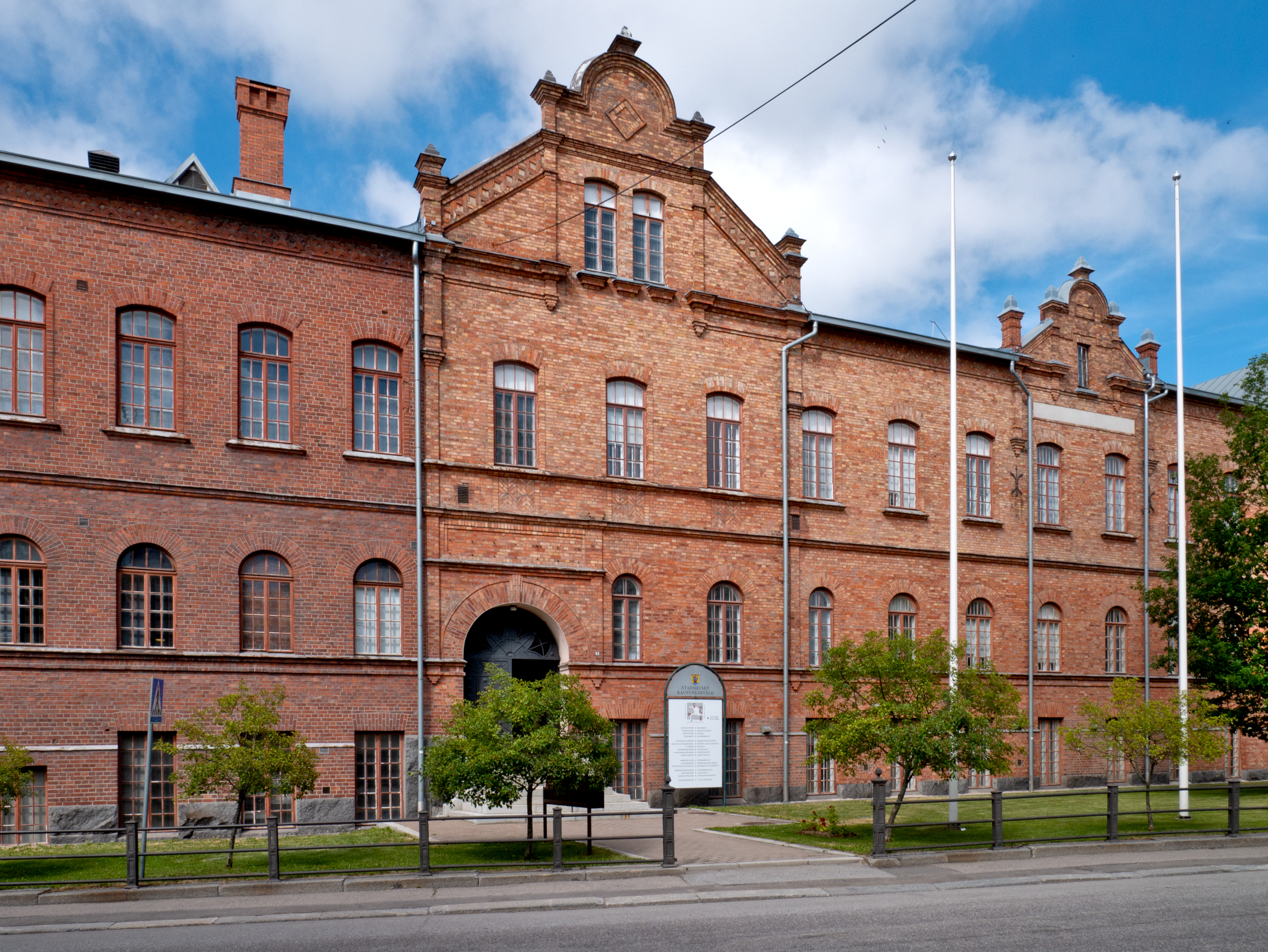
L'hôtel de ville.
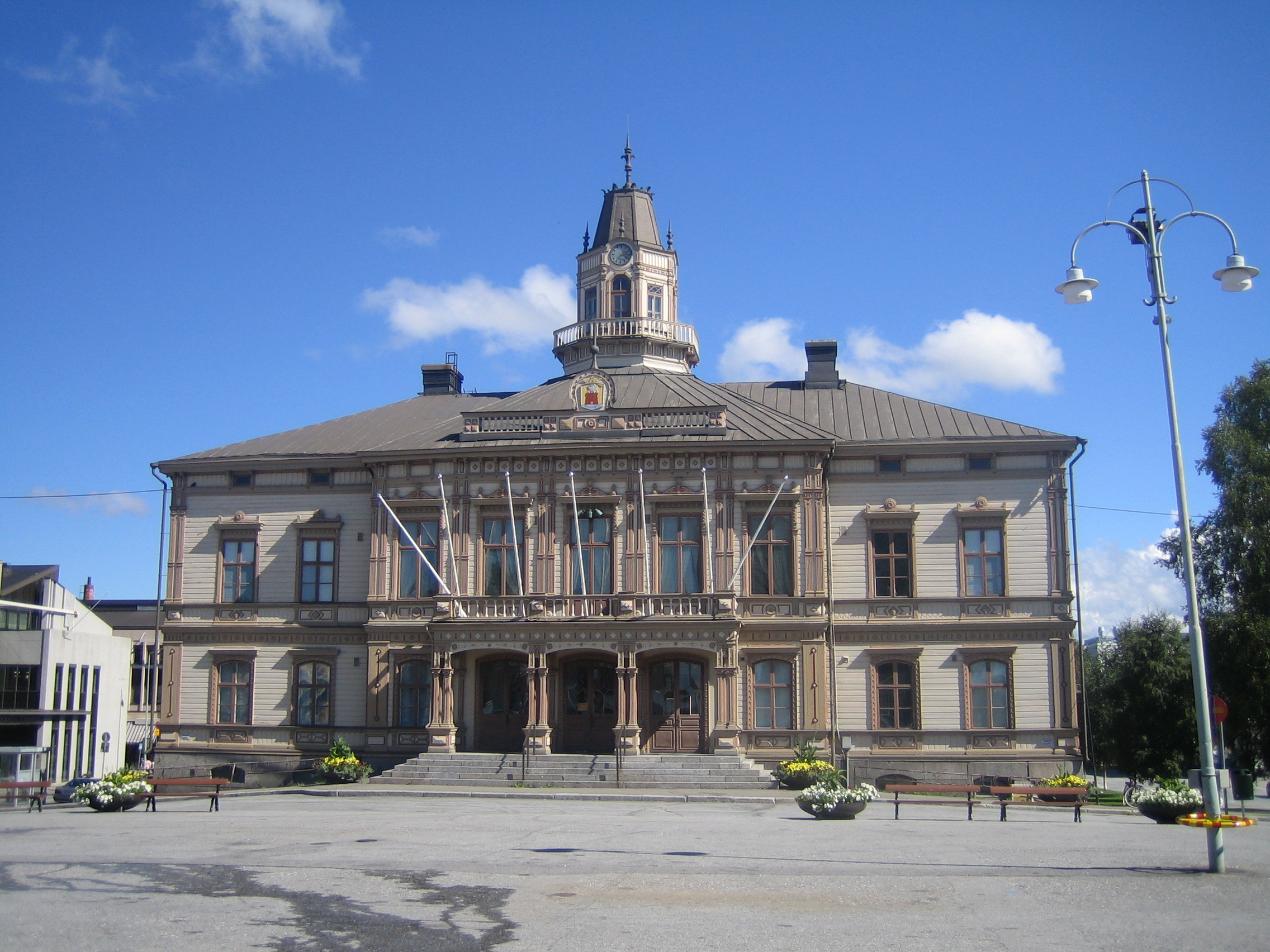
L'ancienne mairie de Jakobstad.